# Häxprocessen i Ellwangen
Häxprocessen i Ellwangen utspelade sig åren 1611-1618 i Ellwangen i det som senare kom att bli Tyskland. Det är en av de största häxprocesser som utspelat sig i Tyskland. Under den första processen 1588, och den följande åren 1611-1618, avrättades sammanlagt cirka 450 personer för häxeri i Ellwangen; 17/20 år 1588, och 430 åren 1611-18, varav 300 under 1611-12. Många avrättades genom bränning på bål.

## Bakgrund
Ellwagen befann sig i en religiöst orolig del av Tyskland, där häxprocesser var vanliga. De intilliggande frankiska stiften Würzburg, Bamberg, Eichstätt och Mainz var kända för en intensiv häxjakt. Den första häxprocessen i Ellwangen inträffade år 1528. Ytterligare en process 1588-89 resulterade i 12-13 avrättningar, men är dåligt dokumenterad. Den innebar en förändring i rättspraxis eftersom den introducerade uppfattningen att ett trolldomsmål var ett rättsligt undantag och därför tillät tortyr. Det innehöll de klassiska kännetecknen med kvinnor som hade försvurit sig till Djävulen, haft samlag med honom, flugit på kvast till hans sabbat och orsakat skador med trolldomsformler. De avrättade var en man och i övrigt gamla fattiga kvinnor. De blev alla strypta eller halshuggna innan de brändes. Under åren före den stora massprocessen led trakten av dåligt väder: stormar och förstörda skördar var återkommande från 1605, och sedan 1607 förekom upprepade epidemier och pest, som ofta var odiagnosticerade och därför gavs övernaturliga orsaker. 
Den 7 april 1611 greps den 70-åriga Barbara Rüfin, gift med Caspar Ruf från Rindelbach, åtalad för att ha vanhelgat hostian. Under rättegången anklagade grannar henne för att ha gjort boskap sjuka, att hon hade förgiftat sin son Sebastian sedan han hade gift sig med en kvinna hon ogillade, och att hennes make och son under gräl hade kallat henne häxa. Hon underkastades tortyr 20 april, erkände sig skyldig 22 april, återtog sin bekännelse dagen därpå, och underkastades återigen tortyr. Hon blev då förvirrad och både erkände och förnekade sin skuld samtidigt. Den 6 maj hölls ett förhör utan tortyr, och tre dagar senare avlade hon sin slutliga bekännelse som skyldig. Under tortyr erkände hon att hon var en häxa och hade vanhelgat nattvarden och pekade sedan ut sina medbrottslingar. Dessa arresterades och tvingades i sin tur att peka ut andra, vilket höll liv i processen. Hon halshöggs och brändes den 16 maj. Målet mot Barbara Rüfin var det första och mest dokumenterade fallet i Häxprocessen i Ellwangen. 

## Processen
I maj bildade den regerande furstbiskopen en häxkommission med uppdrag att finna häxor. Han förändrade också lagen för att göra det enklare att sköta en häxprocess. Forskningen har intresserat sig för skillnaden mellan de två processerna 1588-89 och 1611-19. Rättegångarna i Ellwangen sköttes av jesuiterna. 
De individuella fallen som följde efter Barbara Rüfin är betydligt mer sparsamt beskrivna, och följde i stort sett samma mönster. Tre angivelser, samt en kroppslig undersökning som resulterade i att man fann ett "djävulsmärke" på den åtalades kropp, räckte för att den åtalade skulle underkastas tortyr för att erkänna sin skuld och peka ut medbrottslingar. Dessa underkastades sedan samma process. Konsulten Dr. Carl Kibler hade arbetat ut en formulär på 30 frågor att ställa de åtalade, och förhören blev därför mycket likartade. Den åtalade tillfrågades om de kunde läsa böner och trosbekännelsen felfritt; de tillfrågades när och var de först hade mött Djävulen, varför de hade slutit avtal med honom och mot vilket pris; slutligen frågades de om de hade haft samlag med honom, och hur de i så fall hade känts rent fysiskt. Att de åtalade ställdes samma frågor resulterade också i bekännelser som var mycket lika varandra. De åtalade angav att Djävulen hade utseendet hos en mänsklig man, men var kallare och hårdare än en människa, och de insåg ofta vem han var först efter samlag. Han övertalade dem sedan till att ta avstånd från Gud och dopet, och vanhelga hostian. Han gav dem sedan en salva gjord på barnlik, med vilken de kunde besöka sabbaten, och gav dem makt att använda trolldom för att orsaka stormar och göra boskap sjuka; slutligen besökte de hans sabbat. Majoriteten av de åtalade avrättades två veckor efter sin arrestering. 
Under 1611 avrättades åtminstone 17 av 100 åtalade; under 1612 avrättades 140 personer av vilka 17 brändes levande, och år 1613 förklarades det att 303 personer hade avrättats på två år. Offren var till 20% män, och inkluderade alla samhällsklasser och åldrar, utom den högsta adeln och myndigheterna och barn under 14. De som arresterades uppmuntrades ofta att peka ut sina familjemedlemmar som medbrottslingar under tortyr, och hela familjer sändes därför ofta i döden.
Barn avrättades normalt inte utan fängslades tills de var vuxna, då man skulle göra en utvärdering om bättring; luteranen Margaretha Gebelin, ett barn som greps under processens första år sedan hon påstått sig kunna flyga på en kvast, utsattes för excorcism och satt fortfarande i förvar fem år senare (utgången är okänd). Domaren Michael Dier/Dirren, vars fru hade gripits och avrättats, greps och brändes i november 1611 sedan han offentligt hade försvarat sin fru. 
Ett uppmärksammat fall var den sextonåriga Maria Ostertag, som i juli 1613 angav sig själv för häxeri efter sin fasters avrättning, sedan hon förklarat att hon skämdes för sitt häxeri och ville förbättra sig. Hon angav ytterligare 34 andra utan att utsättas för tortyr. På grund av sin samarbetsvilja blev hon inte utsatt för tortyr och heller inte levande bränd. 
Under 1614 avslöjades en skandal, då två vakter, Melcher Hauber och Ulrich Felger erkände sig ha utnyttjat fångar sexuellt. Ulrich Felger hade först sålt Magdalena Weixlers namn till en åtalad som behövde namn att peka ut som medbrottlingar under tortyr, och när Weixler sedan blivit arresterad, hade Felger informerat henne om vad hon skulle säga under förhör för att slippa tortyr, och sedan utpressat henne på både pengar och sexuella tjänster. Magdalena Weixler hade avslöjat det för sin make i ett brev där hon förklarade att hon var beredd att dö trots sin oskuld men var orolig för sina barn. Det hela avslöjades när Weixlers make anmälde Felger, sedan denna försökt utpressa både honom och hans svärfar, och förklarade att hans fru var oskyldig. Felger avrättades, men processen avbröts inte. 
I juni 1615 arresterades tre präster, som bekände att de sedan två år tillbaka hade firat svarta mässor och i hemlighet döpt alla barn de haft hand om sedan dess i Satans namn, något som orsakade panik i staden. Under 1617 skedde ett uppehåll i avrättningarna.

## Avslut och efterspel
År 1618 avrättades ytterligare tio personer. År 1618 hade häxprocessen lett till en instabil ekonomi, bristande tillit till rättssystemet och en demografisk obalans. Samma år kritiserades häxförföljelserna i Ellwangen av okända skäl av den protestantiska staden Öttingen. Myndigheterna i Ellwangen svarade på kritiken och påpekade att de utredde häxeriet enbart för att skydda allmänheten och de skyldigas egna själar, och att konfiskeringen av de åtalades egendom endast hade gått till kyrkans verksamhet och fångarnas egen omvårdnad. 
Samma år avslutades häxprocessen i Ellwangen. Myndigheterna i staden hade vid denna tid börjat oroa sig över den påfrestning processen hade på stadens rykte, och de påpekades bland annat, att resenärer hade börjat undvika Ellwangen och att studenter föredrog att läsa i andra städer, vilket påverkade stadens ekonomi. Inga ytterligare avrättningar ägde rum, men år 1619 avled den sista av de åtalade, en man, i fängelset. Häxprocessen i Ellwagen och dess juridiska procedur användes som förebild vid Häxprocessen i Bamberg, Häxprocessen i Würzburg och Häxprocessen i Eichstätt, som inträffade tio år senare.
Den sista häxprocessen i Ellwagen inträffade år 1694.  

## Eftermäle
År 2001 invigdes ett minnesmärke över de avrättade i Ellwangen.